# Kanton Neuilly-sur-Marne
Kanton Neuilly-sur-Marne (fr. Canton de Neuilly-sur-Marne) je francouzský kanton v departementu Seine-Saint-Denis v regionu Île-de-France. Tvoří ho pouze město Neuilly-sur-Marne.